# Sega Model 2B-CRX
Sega Model 2B-CRX es una placa de arcade creada por Sega destinada a los salones arcade.

## Descripción
El Sega Model 2B-CRX fue lanzada por Sega en 1994 y es una revisión de la Sega Model 2.
Posee un procesador Intel i960-KB de 32 bits RISC @ 25 MHz. y tiene un procesador de sonido 68000 trabajando a 11.2896 MHz., tiene algunas leves diferencias con respecto a la Model 2.
En esta placa funcionaron 15 títulos.

## Especificaciones técnicas

### Procesador
- Intel i960-KB de 32 bits RISC @ 25 MHz.

### Audio
- 68000 trabajando a 11.2896 MHz.

Chips de Sonido:
- - SCSP/YMF292-F (315-5687) LAKE @ 11.3MHz
  - 44.1 khz
  - 32 Canales, 16 bits, 2 canales de salida
  - Audio RAM: 540 Kilobytes (4 megabits)

Nota: Comunicación con la CPU principal por MIDI

### Video
- 2 Analog Devices SHARC FPU 32bits 16M flops 
  - Memoria Ram: 8 Megabits + 1 Megabit
  - Memoria Rom: 720 Megabits como máximo
  - Resolución: 496x384, 65536 colores simultáneos en pantalla
  - Geometría: 300.000 polígonos/s, 900.000 vectores/s
  - Rendering: 1,200,000 pixeles/s
  - Video: Shading Flat Shading, Perspective Texture, Micro Texture, Multi Window, Diffuse Reflection, Specula Reflection.

## Lista de videojuegos
- Dead or Alive
- Dynamite Baseball
- Dynamite Baseball 97
- Dynamite Cop / Dynamite Dekka 2
- Fighting Vipers
- Gunblade NY
- Indy 500
- Last Bronx / Tokyo Bangaichi
- Pilot Kids
- Rail Chase 2
- Sonic Championship / Sonic The Fighters
- Super GT 24H
- Virtua Striker
- Virtual On : Cyber Troopers
- Zero Gunner